# Masato Hayakawa
Masato David Hayakawa (早川 雅人 Hayakawa Masato?) (Nagoya, Aichi; 17 de diciembre de 1986), conocido profesionalmente como Masato, es un cantante, músico, compositor, productor y modelo japonés estadounidense. Es conocido por ser el líder de la banda y vocalista de la banda de rock japonesa Coldrain desde su formación en 2007. Fue miembro de AVER, junto con uno de sus compañeros de Coldrain, el baterista Katsuma Minatani.
Hayakawa también es conocido por ser director y diseñador de una línea de ropa, además de ser modelo para Over(all) Tokyo.

## Primeros años
Masato David Hayakawa nació el 17 de diciembre de 1986 en Nagoya, Japón. Nació de madre estadounidense de Iowa y padre japonés que nació en Niigata.
Su madre, que era profesora de inglés, le enseñó a hablar inglés a una edad temprana. Todo esto le ha ayudado a dominar el inglés y el japonés. Hayakawa ha declarado que lo odió en ese momento, pero que ahora está muy agradecido por ello.
Esta dualidad en su familia hizo que Hayakawa volara a Estados Unidos cada verano. En una de estas vacaciones, cuando tenía 13 años, vio los vídeos musicales de Limp Bizkit y Korn en MTV, y luego los calificó de "muy interesantes" y la razón de su realización de su profesión.
Hayakawa comenzó a aprender a tocar la guitarra en su segundo año de escuela secundaria. Más tarde asistió a la Universidad de Nanzan en Nagoya, donde estudió derecho con la esperanza de convertirse en agente deportivo. Más tarde, Hayakawa abandonó después de dos años y medio para centrarse en su carrera como líder de Coldrain.

## Carrera

### AVER
Alrededor de 2003, Hayakawa conoció a Katsuma Minatani en la escuela secundaria. Unos años más tarde, formaron una banda como amigos, llamada AVER. Hayakawa cantó y tocó la guitarra mientras Katsuma tocaba la batería. Produjeron canciones como "Voices Over Bullets" y tocaron regularmente en clubes alrededor de su ciudad natal de Nagoya.
Después de rivalizar con otra banda llamada Wheel of Life por un tiempo, decidieron formar un supergrupo con las dos bandas locales más populares de la zona debido a sus intereses musicales similares y a conocerse después de conocerse en los ensayos.

### Coldrain
La banda Coldrain se formó en 2007, con Hayakawa como vocalista, Y.K.C. y Sugi como guitarrista, RxYxO como bajista y Katsuma como baterista.
En lo que era muy raro en Japón, Coldrain cantó únicamente en inglés. Esto se debió a que Hayakawa se sentía más natural cantando en inglés que en japonés debido a sus primeros años aprendiendo inglés y viajando entre Japón y los Estados Unidos, y las influencias occidentales de la banda que ayudaron a elevar este sonido en su música y traducir la energía al público japonés en el tiempo.
El primer tema que grabaron fue "Painting", junto con dos maxi-singles, "Fiction" y "8AM". Repartiron demostraciones en las calles para ayudar a difundir su música de boca en boca y tocaron en gimnasios y clubes de escuelas secundarias. Algunas de estas canciones se incluyeron en su primer álbum de estudio, Final Destination, que se lanzó a finales de 2009.
Coldrain ganó fuerza después de que un par de sus canciones, "8AM" y "We're Not Alone", se usaran como temas de apertura para dos animes: Hajime No Ippo: Challenger y Rainbow: Nisha Rokubō no Shichinin. Otro estuvo en la banda sonora de Pro Evolution Soccer 2011, llamado "Die Tomorrow"; así se convirtió en una canción básica. Las dos últimas canciones se utilizaron en su EP, Nothing Lasts Forever, lanzado en el verano de 2010.

## Vida personal
El 24 de octubre de 2019, Hayakawa se casó con Hanna Kelk, una modelo australiana de ascendencia japonesa.

## Influencias
Cuando era niño, Hayakawa fue influenciado por la escena J-pop, así como por la música que solía escuchar su hermano mayor. Debido a estos primeros años cuando era niño, las primeras influencias occidentales y orientales de Hayakawa consistieron en Michael Jackson, Mariah Carey, Hikaru Utada y L'Arc-en-Ciel.
En la locura del nu metal de 1999, Hayakawa se metió en bandas más pesadas, citando esto como un punto crítico de su vida que terminaría ayudándolo a forjar su carrera. Limp Bizkit y Korn fueron las primeras bandas que vio en MTV cuando era adolescente, con canciones como "Nookie" y "Freak on a Leash" en constante rotación.
Sus principales influencias son Hoobastank, Papa Roach, Metallica, Pearl Jam, The Used, Silverchair y Slipknot. Ha dicho que sin Sevendust, "Coldrain simplemente no existiría".
Sus principales influencias como vocalista son Chester Bennington de Linkin Park y Brandon Boyd de Incubus, quienes también fueron sus dos bandas favoritas cuando era niño.

## Discografía

### Con Coldrain
- 2009: Final Destination
- 2011: The Enemy Inside
- 2013: The Revelation
- 2015: Vena
- 2017: Fateless
- 2019: The Side Effects
- 2022: Nonnegative

### Colaboraciones
| Año  | Canción                                                      | Artista              | Álbum                     |
| ---- | ------------------------------------------------------------ | -------------------- | ------------------------- |
| 2011 | «Demise and Kiss»                                            | Crossfaith           | The Dream, the Space      |
| 2013 | «Dead Dust»                                                  | Before My Life Fails | (For)Lorn                 |
| 2013 | «Resurrection» (también con Hazuki de Lynch.)                | Pay Money to My Pain | Opera Oblivia             |
| 2016 | «Free the Monster»(también con Kenta Koie de Crossfaith)     | AA=                  |                           |
| 2017 | «Skyfall»(también con Kenta Koie de Crossfaith y Mah de SiM) | One Ok Rock          |                           |
| 2017 | «Bumps in the Night»                                         | Miyavi               | Samurai Sessions Vol. 2   |
| 2018 | «Faint»                                                      | Crossfaith           | Ex Machina                |
| 2018 | «The Circle»                                                 | Crystal Lake         |                           |
| 2020 | «Chemical Heart»                                             | Five New Old         |                           |
| 2021 | «Damage Control»                                             | Annalynn             | A Conversation With Evil  |
| 2021 | Remember                                                     | Masato Hayakawa      | Jujutsu Kaisen Soundtrack |
| 2023 | «Rumble»                                                     | Paledusk             |                           |